# Lupinus revolutus
Lupinus revolutus är en ärtväxtart som beskrevs av Charles Piper Smith. Lupinus revolutus ingår i släktet lupiner, och familjen ärtväxter. Inga underarter finns listade i Catalogue of Life.